# 圣马蒂诺桑尼塔
圣马蒂诺桑尼塔（義大利語：San Martino Sannita）是意大利贝内文托省的一个市镇。总面积6.3平方公里，人口1278人，人口密度202.9人/平方公里（2009年）。ISTAT代码为062065。